# Febian Brandy
Febian Earlston Brandy (født 4. februar 1989 i Manchester, England) er en engelsk fodboldspiller der i øjeblikekt spiller for Ebbsfleet . Hans regulære position er angriber.
Han blev født i Manchester. Han har haft forskellige skader, hvoraf en af dem var et brækket ben, der holdt ham ude I det meste af 2005–06-sæsonen. Brandy er nu en fast mand på Uniteds reserveholde, og han scorede sit første mål for reserverne mod Bolton Wanderers i oktober 2006.
Brandy var med for United mod Liverpool i begge halvlege i FA Youth Cup-finalen, hvor han fik fremtvunget et straffespark I første halvleg – som Sam Hewson scorede på – men han gik glip af et mål, da han havde chancen i anden halvleg, som holdmanageren Paul McGuinness beskrev som "nøgletidspunktet" i det uafgjorte opgør, som Liverpool vandt på straffesparkkonkurrence. Brandy scorede også det eneste mål i Champions Youth Cup 2007-finalen mod Juventus.
Den 17. januar 2008 skrev Swansea City under med Brandy på en låneaftale indtil slutningen af 2007–08-sæsonen,, som blev bekræftet af den efterfølgende morgen. Brandy fik sin debut for Swansea i deres kamp mod Port Vale den 19. januar 2008, hvor han blev skiftet ind det 82. minut i stedet for Paul Anderson.
Brandy vendte tilbage til Manchester United til træning i juli 2008, men blev sendt på et seksmåneders langt lån til Swansea igen den 22. juli 2008. Han vendte tilbage til Manchester United den 12. januar 2009.
Den 2. februar 2009 tilsluttede Brandy sig Hereford United på en måneds lang aftale. Han fik debut for Hereford den 14. februar 2009, og han scorede det første mål i en 3-2-udesejr over Cheltenham Town; og efterfølgende scorede, den anden spiller på udlån fra Manchester United Sam Hewson, Herefords andre to mål. Brandy er sammen med Hewson allerede Herefords anden topscorer i sæsonen.

## Hæder
- Football League One (1): 2008